# (165067) Pauls
(165067) Pauls est un astéroïde de la ceinture principale.

## Description
(165067) Pauls est un astéroïde de la ceinture principale. Il fut découvert le 4 mars 2000 à l'observatoire d'Apache Point par le programme Sloan Digital Sky Survey. Il présente une orbite caractérisée par un demi-grand axe de 2,70 UA, une excentricité de 0,22 et une inclinaison de 12,3° par rapport à l'écliptique.

## Compléments